# Хокинс, Эмери
Эмери Хокинс (англ. Emery Hawkins, 30 апреля 1912 — 1 июня 1989) — был американским аниматором.
Работал в различных студиях, таких как Дисней, Уолтер Ланц, Уорнер Бразерс и ЮПА. Он также работал с Арт Бэббит и Кен Харрис.

## Биография
Хокинс начал свою карьеру в анимационной индустрии в качестве сел-инкера в студии Чарльза Минца, где позже получил должность аниматора. Затем он работал в MGM , а затем в конце 30-х перешел в The Walt Disney Company, но ушел в 1941 году во время забастовки аниматоров Диснея, потому что его коллеги сказали, что никогда больше не будут с ним разговаривать, если он не забастует. Первоначально вернувшись в студию Минца (теперь переименованную в Screen Gems), он позже перешёл в Walter Lantz Productions , где совместно с Артом Хайнеманном занимался редизайном их флагманского персонажа Вуди Дятла . Позже, в 1947 году, он перешел в Warner Bros. в качестве аниматора Артура Дэвиса, Роберта МакКимсона, Чака Джонса и Фриза Фреленга вплоть до 1950 года. Позже Хокинс работал в John Sutherland Productions, а также работал и руководил Мексиканский мультфильм 1954 года Манолин Тореро со своим бывшим коллегой Пэтом Мэтьюзом из Dibujos Animados. В 1950-х годах он некоторое время снимался в рекламе для различных компаний, включая Playhouse Pictures, Storyboard Inc., Pelican Films, Quartet Films и Bill Melendez Productions.
Страдал болезнью Альцгеймера в последние годы своей жизни и был вынужден уйти в отставку. Он умер в 1989 году в возрасте 77 лет.